# Coenraad Valentijn Bos
Coenraad Valentijn Bos (Leiden, 7 december 1875 - Mount Kisco (New York), 5 augustus 1955) was een Nederlands pianist. Op de affiches werd meestal Coenraad V. Bos vermeld, leidend tot het misverstand Coenraad van/von Bos.

## Biografie
Hij werd geboren in het stukadoorsgezin van Marinus Bernardus Bos en Maria Adriana Visser. Hij huwde de zangeres Elsa Stein met wie hij ook opgetreden heeft. Ook begeleidde hij zijn dochter danseres Ery Bos in 1927.
Hij kreeg zijn muzikale opleiding van Julius Röntgen aan het Amsterdams Conservatorium en aan de Universiteit van de Kunsten in Berlijn. Hij is niet bekend vanwege solo-optredens in pianoconcerten, maar was in zijn dagen zeer gewild als begeleider. In die hoedanigheid speelde hij ook mee in de eerste uitvoering van Vier ernste Gesänge van Johannes Brahms; hij begeleidde daarin Anton Sistermans op 9 november 1896 in Wenen.  Hij begeleidde verder onder meer Raimund von zur-Mühlen, Elena Gerhardt (1920 en 1928), Julia Culp, Frieda Hempel, Alexander Kipnis, Gervase Elwes, Ludwig Wüllner en Helen Traubel (1945/1946). Op 23 april 1929 begeleidde hij een dertien jaar jonge Yehudi Menuhin in Berlijn.
In 1899 richtte hij samen met Joseph van Veen en Jacques van Lier het Hollandse Trio (Das Holländische Trio), dat bekendheid verwierf in Duitsland. Christian Sinding droeg zijn Tweede pianotrio aan hun op.  Bos gaf onder meer les aan Margaret Truman, de dochter van de Amerikaanse president Harry Truman.
Zijn biografie verscheen onder de titel The Well-tempered Accompanist (samen met Ashley Pettis met voorwoord van Traubel).

## Geluidsopnames
- De Suleika no. 2 opus 31 van Franz Schubert in een uitvoering van Coenraad Bos is opgenomen op de plaat Schubert: Lieder on Record. [1]
- Met Elena Gerhardt en Herbert Janssen heeft Bos een deel van de werken van Hugo Wolf opgenomen.[2]
- De werken van Hugo Wolf gezongen door Herbert Janssen met begeleiding van Coenraad Bos zijn ook opgenomen op de Lied-Edition van Ursula Vandiemen en Herbert Janssen.[3]

- Bibsys: 9055796
- Biblioteca Nacional de España: XX1561922
- Bibliothèque nationale de France: cb140025190 (data)
- Catàleg d'autoritats de noms i títols de Catalunya: 981058524237506706
- CiNii: DA16239988
- Gemeinsame Normdatei: 11626554X
- International Standard Name Identifier: 0000 0003 7512 2670
- Library of Congress Control Number: no91009636
- Bibliotheek van het Japanse parlement: 00520194
- Nationale Bibliotheek van Tsjechië: mzk2009512390
- Nederlandse Thesaurus van Auteursnamen: 321338030
- SNAC: w6s76nw5
- Virtual International Authority File: 233063950
- WorldCat: E39PBJxCykfvJD3T9GPCjDHQv3

1. ↑  Schubert: Lieder on Record 1898-2012 - Warner Classics: 5099932757521 | Buy from ArkivMusic. www.arkivmusic.com. Gearchiveerd op 22 juli 2013. Geraadpleegd op 24 augustus 2020.
2. ↑  The Hugo Wolf Society - The Complete Edition 1931- ... - Warner Classics: WAR-66640 | Buy from ArkivMusic. www.arkivmusic.com. Gearchiveerd op 4 maart 2016. Geraadpleegd op 24 augustus 2020.
3. ↑  Ursula Vandiemen, Herbert Janssen - Recordings 192 ... - Hafg: HAFG-10075 | Buy from ArkivMusic[dode link]. www.arkivmusic.com. Geraadpleegd op 24 augustus 2020.